# Andy Mangels
Andy Mangels (né le 2 décembre 1966 à Polson) est auteur de romans de science-fiction et de livres documentaires, scénariste de comics, auteur d'articles dans des revues et producteurs de documentaires. Homosexuel il a longtemps défendu la présence de personnages féminins et masculins homosexuel dans de nombreux médias et principalement dans les comics. À partir de 1988, il a organisé et tenu les entretiens "Gays in Comics" qui se tiennent chaque année à la Comic Con International. Il est aussi à l'origine de l'évènement annuel "Women of Wonder Day" qui, pendant sept ans a permis de lever des fonds pour protéger les femmes victimes de violence domestiques,,. Depuis 2011 il a eu trois livres classés parmi les meilleures ventes par USA Today .

## Comics
Depuis les années 1990, Mangels a écrit des scénarios de comics pour de nombreux éditeurs. Chez DC Comics cela comprend Justice League Quarterly, Who's Who in the DC Universe, et Wonder Woman '77 ; chez Marvel Comics on trouve des épisodes de Star Trek: Deep Space Nine, Star Trek Unlimited, Mad Dog, Adventures of the X-Men et Adventures of Spider-Man ; pour Dark Horse Comics il a écrit Boba Fett: Twin Engines of Destruction ; et chez Image Comics Star Trek Special, la mini-série Bloodwulf, dessinée par Dærick Gröss Sr.,  Badrock  et Troll. Il a aussi travaillé pour des maisons d'édition moins importantes comme Innovation Publishing où il scénarise des adaptations de Chucky, Les Griffes de la nuit et Code Quantum. Pour WaRP Graphics il participe à l'écriture d'Elfquest: Blood of Ten Chiefs. Chez Topps il écrit les adaptations de Jason Goes To Hell: The Final Friday. Il a aussi écrit le scénario du premier comics interactif en ligne, Re-Man pour Microsoft,.
Mangels de 1991 à 1998 est responsable éditorial de l'anthologie Gay Comix (numéros 14 à 25 plus un "special"). Il écrit aussi des histoires y compris l'une des premières à avoir un super-héros ouvertement homosexuel nommé Pride. En tant que responsable de la publication, il la renomme en "Gay Comics" pour que symboliquement elle relève des comics grand-public et non de l'underground. Il publie plusieurs numéros par an, augmente le nombre de pages et le prix, il demande à ce qu'il y ait la parité parmi les auteurs publiés et amène des auteurs hétérosexuels renommés à participer au comics. Parmi ceux-ci se trouvent George Pérez et Sam Kieth. Une histoire commandée par Mangels à Alison Bechdel pour Gay Comics 19 servira de base plus tard pour le roman graphique de Bechdel Fun Home.
En 2012, Mangels reçoit le prix Inkpot au Comic-Con International.

## Autres travaux
Andy Mangels a aussi écrit des romans en collaboration avec Michael A. Martin. On trouve des romans de la franchise Star Trek dont Star Trek: Section 31 qui est le premier dans lequel un personnage homosexuel tient un rôle de premier plan, et des romans inspirés de la série télévisée Roswell qui permettent d'avoir la fin de l'histoire qui était restée inachevée lorsque la production du feuilleton avait été arrêtée.
Andy Mangels a aussi écrit plusieurs ouvrages consacrés à des éléments de la pop culture dont Star Wars: The Essential Guide to Characters (publié  par Del Rey Books en 1995).